# Kujira
Wakako Matsumoto (jap. 松本 和香子 Matsumoto Wakako), bardziej znana jako Kujira (ur. 1 kwietnia 1960) – japońska seiyū pochodząca z Tokio, pracująca dla firmy 81 Produce. Najbardziej znana jako Otose w Gintama, Orochimaru w Naruto oraz Ella w Sonic X.

## Role głosowe
- Bamboo Blade ('Old Hag')
- Beyblade (Nobuo)
- Ceres, Celestial Legend (Kyū Oda)
- Chaos;Head (Katsuko Momose)
- Cooking Papa (Katsuyo Yoshioka)
- Danganronpa: The Animation (Sakura Oogami)
- Demashita! Powerpuff Girls Z (Miss Tenjō)
- Dotto Koni chan (Koni)
- Detektyw Conan (żona Hachirō Shiotatairy, Tokomae Sayuri)
- Full Metal Panic! (Peggy Goldberry)
- GeGeGe no Kitaro (Guwagoze)
- Gintama (Terada Ayano/Otose)
- Hamtaro – wielkie przygody małych chomików (Tonkichi)
- Haré+Guu (Obaasan)
- Jigoku shōjo (Megohime Shimono)
- Higurashi no naku koro ni (Landlady, Tamae Hōjō)
- I My Me! Strawberry Eggs (Ruru Sanjō)
- Kekkaishi (Hizuki)
- Kogepan (Sumi)
- Kyō kara maō! (Królowa Kumahachi)
- Lucky Star (różne głosy)
- Magical Nyan Nyan Taruto (Sabure)
- Naruto (Orochimaru)
- Naruto SD: Rock Lee no Seishun Full-Power Ninden (Orochimaru)
- Naruto: Shippūden (Orochimaru)
- One Piece (Sweetpea)
- Pocket Monsters Advanced Generation (Rougela)
- Romeo no Aoi Sora (Enbelino, Faustino)
- Keroro gunsō (Disneyland yokozuna)
- Sket Dance (Himiko Minakami)
- Slayers: Magiczni wojownicy (Żona Shopkeepera)
- Sonic X (Ella)
- Tactics (Book Ghost)
- The World God Only Knows (Dokuro Skull)
- You’re Under Arrest (Auntie Haramura)
- Kara no kyōukai (Matka Mifune)